# 2018 AH39
2018 AH39 est un objet transneptunien dont la découverte a été annoncée en février 2021. 